# فيليس ويتلي ووترز

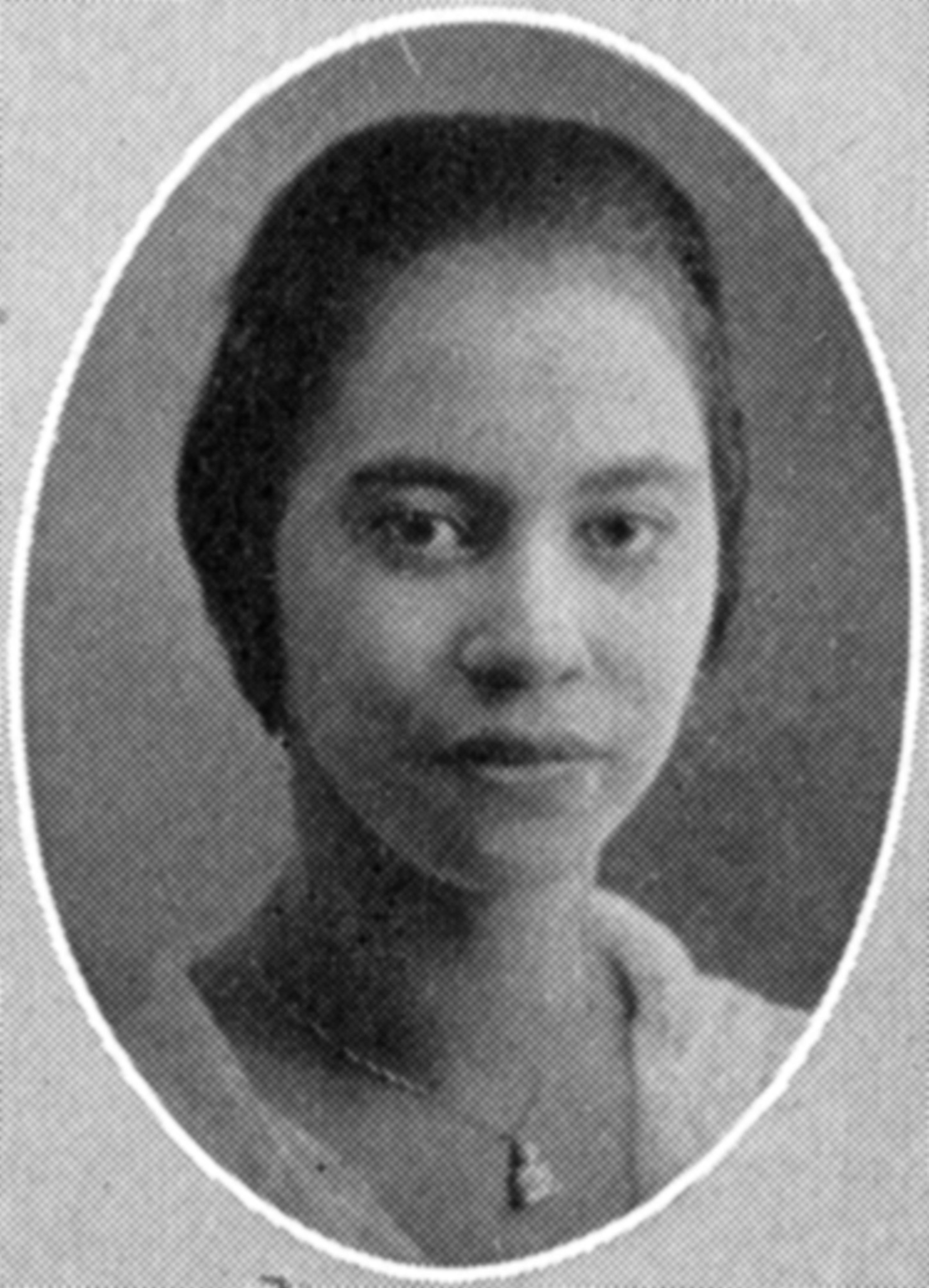
الولادة نيسان 15، 1898الوفاة كانون الاول 30، 1973 (على عمر يناهز 75)

فيليس ويتلي ووترز (15 أبريل 1898-30 ديسمبر 1973) كانت معلمة أمريكية ولاعبة كرة سلة جامعية. يُعتقد أنها أول لاعبة كرة سلة جامعية من أصل أفريقي في جامعة ميشيغان . 
وُلدت فيليس ويتلي ووترز ، المولودة في تشارلستون ، فيرجينيا الغربية ، في 15 أبريل 1898 . كانت ابنة فيل ووترز (1871-1917) ، وهو شخصية بارزة في المجتمع الأفريقي الأمريكي في ولاية فرجينيا الغربية و محامٍ تخرج من جامعة هوارد وكلية الحقوق بجامعة ميشيغان ، حيث حصل على رسالة جامعية في لعبة البيسبول ، شغل منصب نائب كاتب محكمة الاستئناف العليا في فرجينيا الغربية .   
تخرجت ووترز من مدرسة آن أربور الثانوية عام 1913. هناك لعبت كرة السلة والتنس ، وكانت أول أمريكية من أصل أفريقي كابتن لفريق كرة السلة. 
في جامعة ميشيغان ، كانت ووترز أول أمريكي من أصل أفريقي في فريق كرة السلة بالمدرسة وأول امرأة أمريكية من أصل أفريقي تحصل على رسالة جامعية في المدرسة.  عندما كانت طالبة في عام 1914 ، قادت فريق الطلاب الجدد في بطولة داخل المدرسة للفوز على فريق المبتدئين ، 14-7.  تخرجت ووترز من جامعة ميشيغان عام 1917 بدرجة البكالوريوس في اللغة الفرنسية. 
انتقلت ووترز إلى إنديانابوليس ، إنديانا ، حيث قضت بقية حياتها. عملت في نظام المدارس العامة هناك لمدة خمسة عقود ، وكانت تدرس في المقام الأول في مدرسة Crispus Attucks الثانوية . كانت أيضًا نشطة في الحياة المدنية المحلية والسياسة الجمهورية ، وشغلت عددًا من المناصب وترشحت دون جدوى لممثل ولاية إنديانا من مقاطعة ماريون في عام 1960.  
توفيت فيليس ويتلي ووترز في 30 ديسمبر 1973 في منزلها في إنديانابوليس. 